# Paul W. John
Paul W. John (* 30. April 1887 in Löbsch (Danziger Bucht); † 23. April 1966 in Berlin) war ein deutscher Fotograf und Landschaftsfotograf.

## Leben
Über seine Kindheit und Jugend ist wenig bekannt. Der Vater wanderte nach Amerika aus und hinterließ die Familie in ärmlichen Verhältnissen. Seine Mutter nahm sich das Leben. In seinem letzten Schuljahr erhielt er seine erste photographische Kamera. Nach dem Ersten Weltkrieg beschloss John, seinen Lebensunterhalt als Fotograf zu verdienen. In den Jahren nach 1925 war seine photographische Tätigkeit jedoch phasenweise durch eine Regenbogenhautentzündung beeinträchtigt. Er verstarb am 23. April 1966 in Berlin-Tiergarten. Seine pflegebedürftige Frau überlebte ihn noch um mehr als 20 Jahre und hinterließ 1987 einen größeren Bestand an Originalabzügen, Negativen, Manuskripten und Dokumenten.

## Werk
Sein veröffentlichtes Werk beschreibt fast lückenlos Deutsche Landschaften und Städte. Trotz seines eher traditionellen Bezugsrahmens verblüfft John immer wieder mit kühnen Linien und gewagten Bildausschnitten, die ihn heute als Fotografen von Rang ausweisen. Seine Begeisterung für architektonische Formen ließ ihn die städtebaulichen Veränderungen mit der Kamera sorgfältig registrieren. Die schwierigen Arbeitsbedingungen insbesondere während des Dritten Reiches und die restriktive Lenkung der Pressefotografie erschwerten ihm die Arbeit.
Trotz aller Widrigkeiten entstand mit seinem Werk über viele Jahre ein facettenreiches Archiv der deutschen Topographie. Sein Nachlass gelangte 2013 aus Privatbesitz in die Deutsche Fotothek. Enthalten sind rund 9.000 Vintage Prints, darunter 222 Ausstellungsabzüge und 5.000 Glas- und Filmnegative verschiedener Formate sowie 101 Originalmanuskripte und eine Belegsammlung.